# إليزابيث دونز
إليزابيث دونز (بالدنماركية: Elisabeth Dons) هي مغنية ومغنية أوبرا دنماركية، ولدت في 19 أبريل 1864، وتوفيت في 2 مايو 1942.

## وصلات خارجية
- إليزابيث دونز على موقع ميوزك برينز (الإنجليزية)